# Benjamin Mendy
Benjamin Mendy (* 17. Juli 1994 in Longjumeau) ist ein französischer Fußballspieler. Er spielte zwischen 2017 und 2020 für die französische Nationalmannschaft, mit der er 2018 Weltmeister wurde. Der linke Verteidiger stand zuletzt beim FC Zürich unter Vertrag.

## Karriere

### Verein
Benjamin Mendy begann das Fußballspielen in Palaiseau, wo er bis 2007 blieb. Im Alter von 13 Jahren ging er zum französischen Zweitligisten AC Le Havre, um dort zunächst die Jugendmannschaften zu durchlaufen. Bald galt er neben Paul Pogba als größtes Talent des Vereins und bereits mit 16 Jahren kam er im Oktober 2010 zu seinem ersten Einsatz in der zweiten Mannschaft. Gleichzeitig war er weiterhin für die U-19 aktiv. Im Sommer 2011 unterschrieb Mendy schließlich seinen ersten Profivertrag und wurde auf Anhieb Stammspieler. Am 12. August 2011 kam er 17-jährig zu seinem Debüt in der Ligue 2. Mit dem Klub erreichte er am Ende der Spielzeit Platz 15. Auch in der Saison 2012/13 war erste Wahl als Linksverteidiger Le Havres.
In der Sommerpause 2013 wurde er schließlich vom Erstligisten Olympique Marseille verpflichtet. Medienberichten zufolge kostete Mendy eine Ablösesumme von etwa vier Millionen Euro. Am 11. August 2013 gab er in der Ligue 1 sein Pflichtspieldebüt für Marseille. Am siebten Spieltag der Saison erzielte er zudem das erste Tor seiner Profilaufbahn. Eine Woche später stand Mendy in einem Champions-League-Spiel gegen Borussia Dortmund erstmals in einem internationalen Vereinsspiel auf dem Platz.
Zur Saison 2016/17 wechselte Mendy zur AS Monaco, bei der er einen bis zum 30. Juni 2021 datierten Fünfjahresvertrag erhielt.
Zur Saison 2017/18 wechselte Mendy zu Manchester City und unterzeichnete einen Vertrag bis 2022. Die kolportierte Ablösesumme von knapp 58 Millionen Euro machte ihn zum damaligen Zeitpunkt zum teuersten Abwehrspieler der Fußballgeschichte. Seit August 2021 gehörte Mendy aufgrund der Vergewaltigungsvorwürfe gegen ihn nicht mehr dem Kader an. Am 30. Juni 2023 lief sein Vertrag formal aus.
Nach seinem Freispruch kehrte Mendy zur Saison 2023/24 in die Ligue 1 zurück und schloss sich dem FC Lorient an, bei dem er einen Vertrag bis zum 30. Juni 2025 unterschrieb. Von Februar bis Juli 2025 stand er beim FC Zürich unter Vertrag.

### Nationalmannschaft
Benjamin Mendy durchlief bereits verschiedene Jugendnationalmannschaften seines Landes. Mit Frankreich nahm er 2011 an der U-17-WM teil und erreichte das Viertelfinale.
Am 16. März 2017 berief ihn Trainer Didier Deschamps erstmals ins Aufgebot der französischen A-Nationalmannschaft. Gegen Luxemburg absolvierte er im Rahmen der WM-Qualifikation am 25. März 2017 sein erstes Länderspiel. 2018 wurde er Weltmeister.

## Vergewaltigungsvorwürfe
Am 26. August 2021 wurde Mendy im Zuge von strafrechtlichen Ermittlungen wegen des Vorwurfes der vierfachen Vergewaltigung in Polizeigewahrsam genommen. Er wurde daraufhin von Manchester City suspendiert. Anfang Januar 2022 wurde Mendy gegen eine Kaution aus der Untersuchungshaft entlassen.
Am 15. August 2022 begann der Prozess gegen Mendy. Ihm wurde Vergewaltigung in acht Fällen sowie eine versuchte Vergewaltigung vorgeworfen, betroffen sind insgesamt sieben junge Frauen. Die Vorfälle sollen sich zwischen Oktober 2018 und August 2021 in einem Anwesen Mendys nahe Manchester ereignet haben. Einem Mitangeklagten wird ebenfalls Vergewaltigung in mehreren Fällen vorgeworfen, zudem soll er Frauen gezielt ausgesucht und Mendy zugeführt haben. Beide bestreiten die Vorwürfe.
Im Januar 2023 wurde Mendy in sechs Anklagepunkten wegen Vergewaltigung und einem wegen sexueller Gewalt freigesprochen, ebenso im Juli 2023 von zwei weiteren Anklagepunkten wegen Vergewaltigung und versuchter Vergewaltigung.

## Erfolge

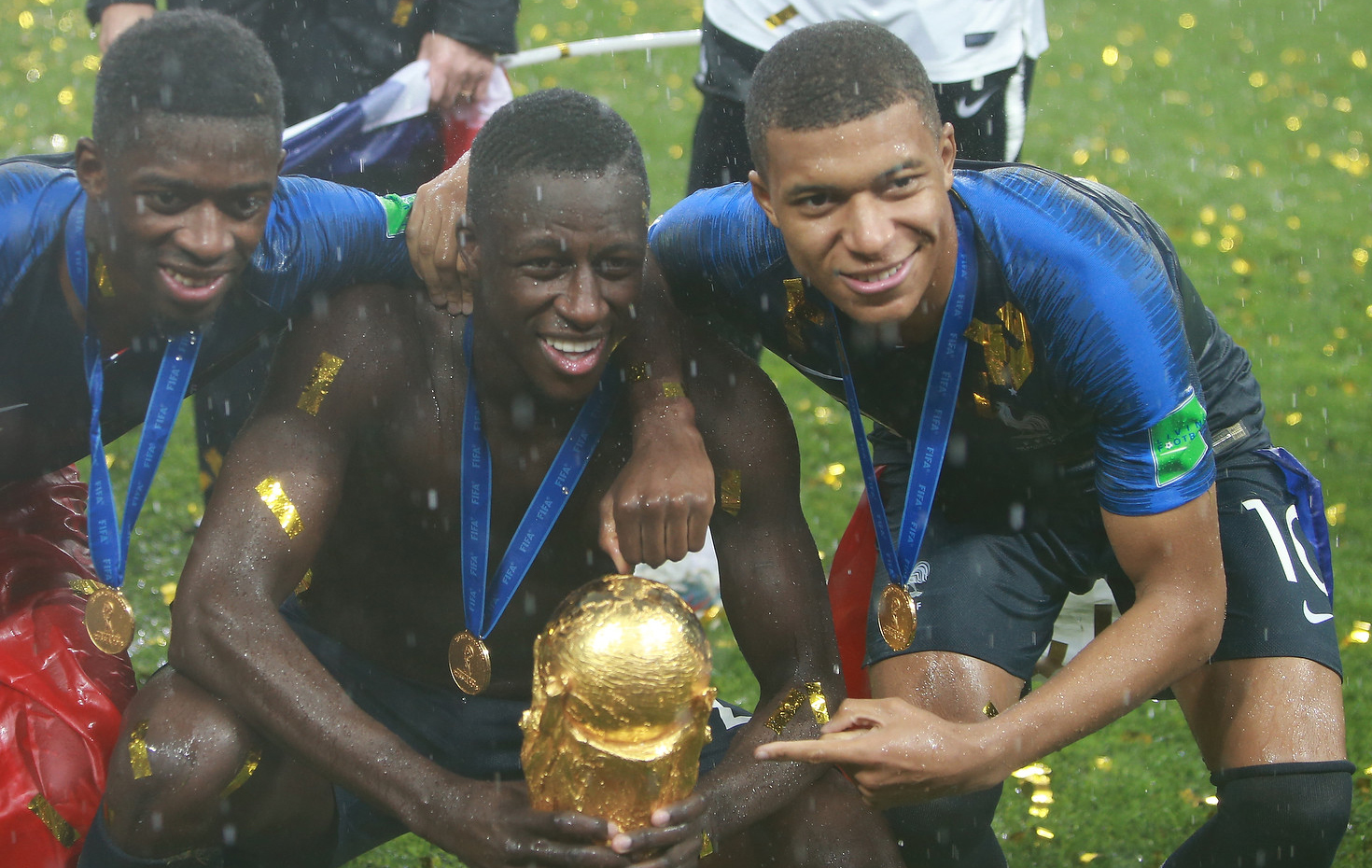
Mendy mit dem WM-Pokal (l. Ousmane Dembélé, r. Kylian Mbappé)

### Nationalmannschaft
- Weltmeister: 2018

### Vereine
Frankreich
- Meister: 2017

England
- Meister: 2018, 2019, 2021
- Pokalsieger: 2019
- Ligapokalsieger: 2018, 2019, 2020, 2021
- Supercupsieger: 2019, 2020

## Privat
Benjamin Mendy hat senegalesische Wurzeln und ist praktizierender Muslim.